# 麟洛戰俘營
麟洛戰俘營，是1942年到1945年日軍在今臺灣屏東縣麟洛鄉新田村設立的台灣戰俘營，戰後曾為麟洛隘寮營區。

## 戰俘營期間
此地原為隘寮溪的砂石場工寮，1942年被日軍改為戰俘營，為日本軍方在台灣設立戰俘營的第三分所，同年7月17日開設，佔地約三公頃多。此戰俘營地處偏僻荒涼，位佈滿砂礫的河床地上，營內設施設備簡陋，屋頂披茅草，僅廁所與床鋪為木板，四周圍上竹籬笆。
三十名輪流看守的台灣本島籍監視員被總督府警察調派擔任伍長、曹長管理，也受較資深的同事嚴格管制，動作稍慢便摑耳光或毆打，有時會被長官命令互相打耳光。當時，林全信和其他二十九名台籍監視員一同看守來自太平洋戰爭戰場的英國人、加拿大人、澳大利亞人、紐西蘭人、美國人等五、六百名戰俘。戰俘主要由新加坡戰役移送來的英國人為主。除了歐裔白人外，也有黑人、還有兩位中國人。
起初，營區伙食不錯，每天都有來自屏東市的菜車，且准許養豬、雞、鴨。部分帶病不堪勞役的戰俘會轉送至白河四分所。比起臺灣其他如金瓜石戰俘營等戰俘營，此營較不嚴酷。營區設有教堂讓戰俘禮拜，也有戰俘自己推選神職人員。當國際紅十字會每年兩次前來探視戰俘，還會帶牛肉乾、奶粉、咖啡、巧克力等。營方就會刻意擺滿水果，日軍緊跟在探視人員後面，而戰俘會異口同聲說伙食很好，沒受毆打與羞辱。但日軍會暗地毆打戰俘。一次，戰俘將營區幾包細糖偷走，藏在枕頭套被發現而慘遭痛打。
戰俘生病時無醫療，如奴隸一樣在河床採挖砂石，裝上台車，再運載至高雄港作左營軍港建設。有時則要到屏東糖廠去搬運沙糖包，經常有人精神錯亂，也有的自殺。
林全信估計約有六、七十名英、美、加籍戰俘，因痢疾、水土不服病死在營區。也有戰俘死於美軍空襲。戰爭末期，因為棺木嚴重不足，只能將屍體用毛毯包住再放入棺木，用鐵道輕便車運到麟洛墳場（今麟洛垃圾車停車場），由隊友以簡單的基督教葬儀進行最後一程，等屍體放入墓穴再將空棺拿回重覆使用。
雖然戰俘營中嚴格禁止監視員與戰俘交談、來往，信仰基督教的林全信依然認識了一位加拿大籍士兵，把一本《聖經》送給他。該加拿大人將《聖經》獻給戰俘營的教堂。漸漸地，自殺的人少了，也不再有逃獄的事情。林全信猜想這或許是日軍讓禮拜堂繼續存在，並且不追究他送《聖經》給的最大原因。
依茶園義男《大東亜戦下外地俘虜収容所》、與俘虜情報局的記録，此間戰俘營在1945年3月15日關閉。所因時局較緩，島內監視員對戰俘採柔性勸導，除所長玉木與二被判十五年，其他人少有坐監。

## 戰俘營關閉後
戰俘墳墓由楊登清、洪萬鳳、邱全財等監視員插牌重新標示，送往香港外籍軍人墳墓。此地曾為中華民國陸軍隘寮營區，而今是屏東縣動物之家毛小孩樂園。
此營監視員們曾邀日本前長官會晤，當林正信將一塊土雞肉給一位姓加藤的前長官吃，就被筷子敲頭並責罵衛生太差。林正信解釋是以前就是被這長官打，習慣了。還有一次，林正信去台南市神農街布莊割布，遇到一位郭姓前同事想找住旗山溪州仔的莊姓前同事報在營區被打的仇，經林正信勸說才打消。1999年8月，在台灣戰俘紀念協會何麥克陪同下，一位五旬的加拿大人肯特來找林全信。肯特說自小父親就說有位臺灣人送了《聖經》給他，因此很感謝。

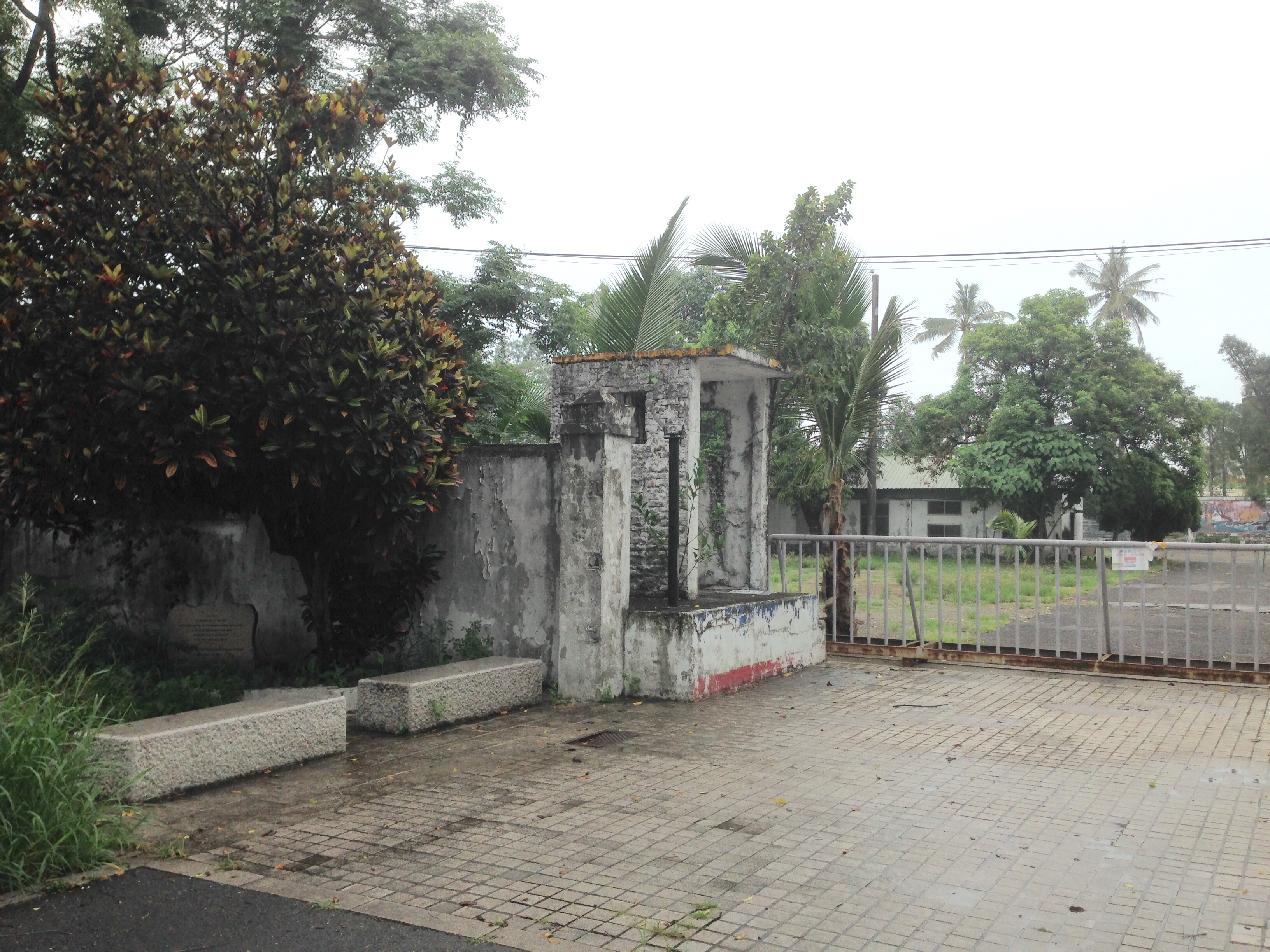
崗哨與戰俘紀念碑
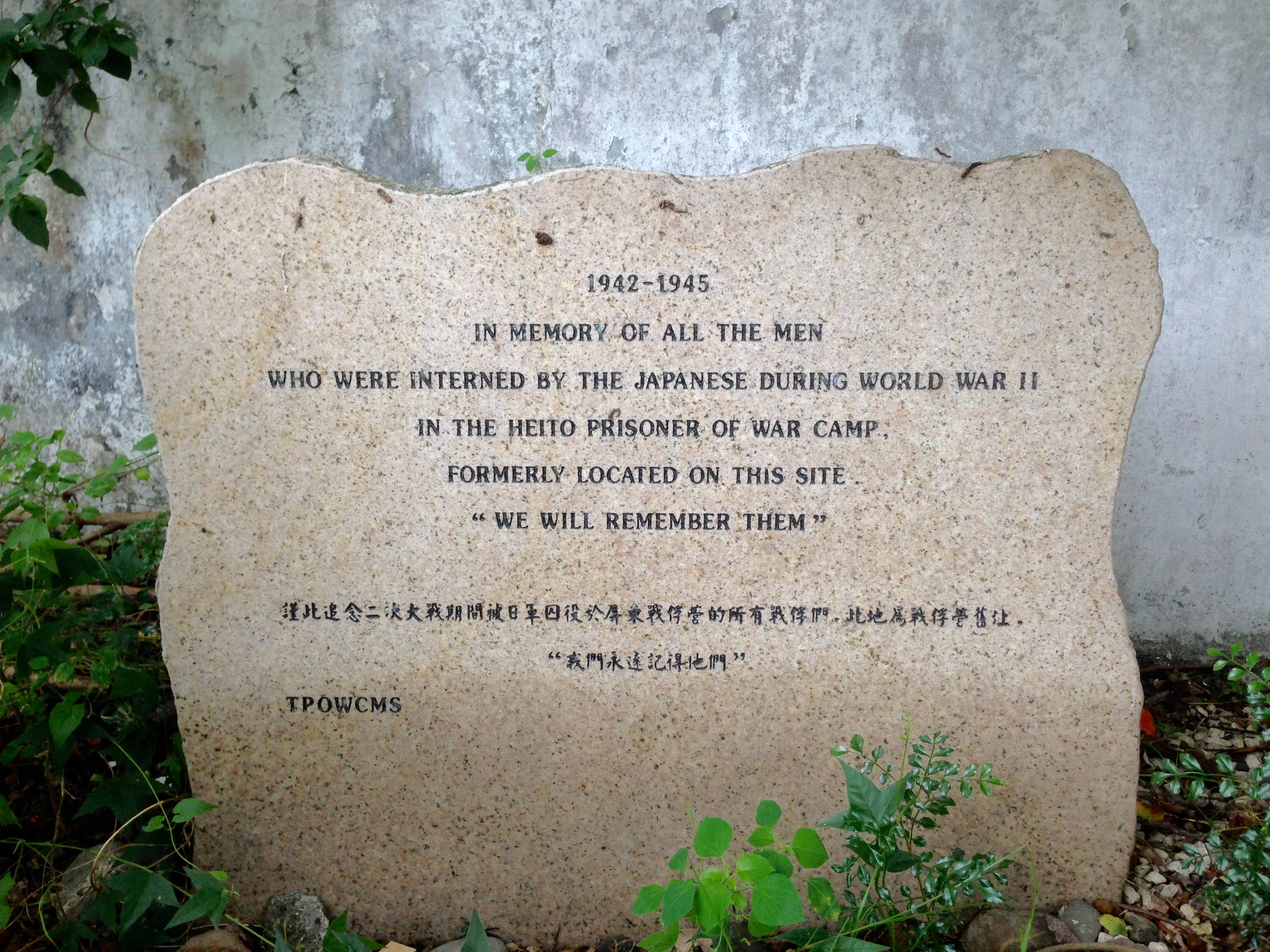
紀念碑碑文
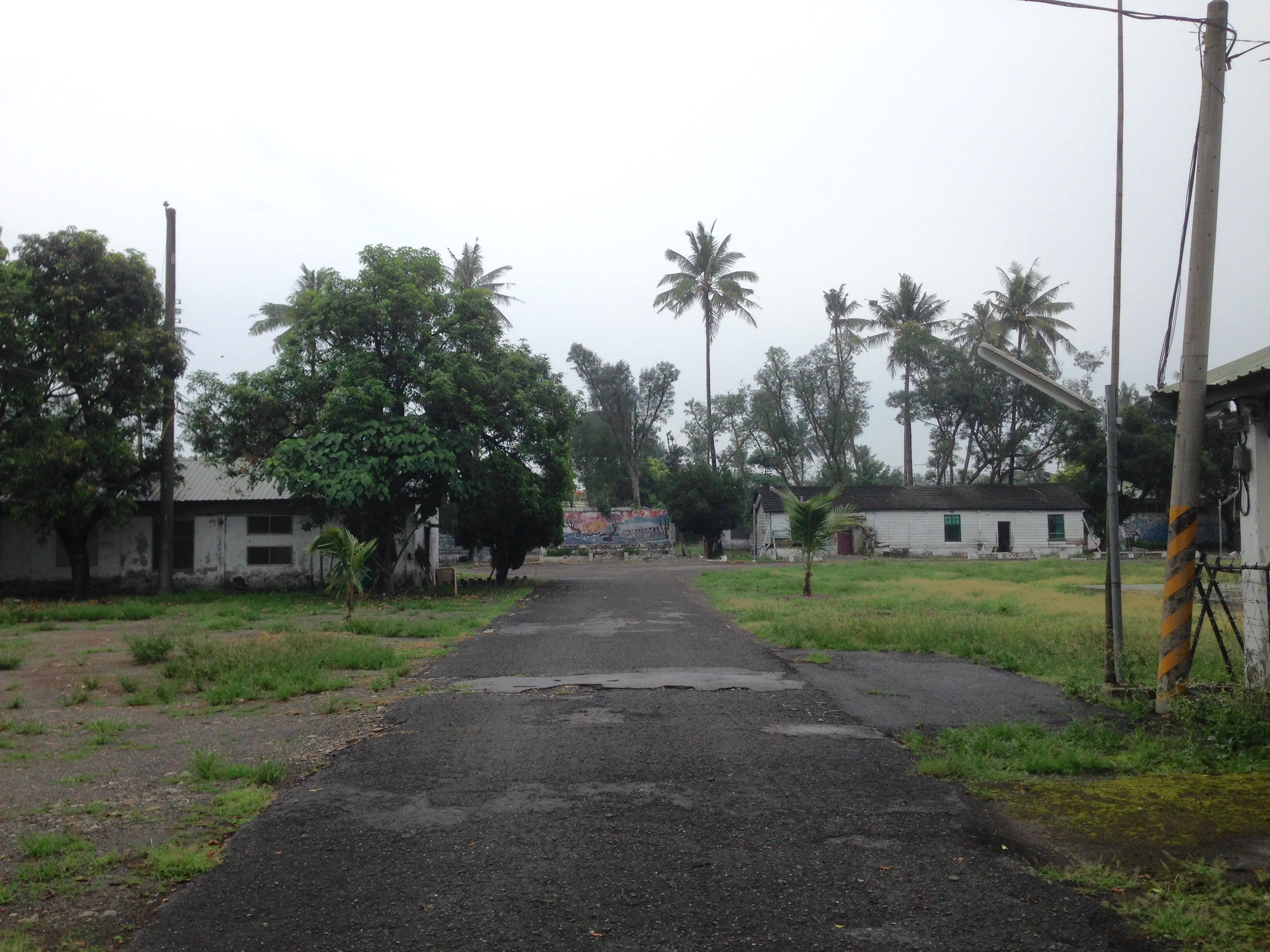
營區內部
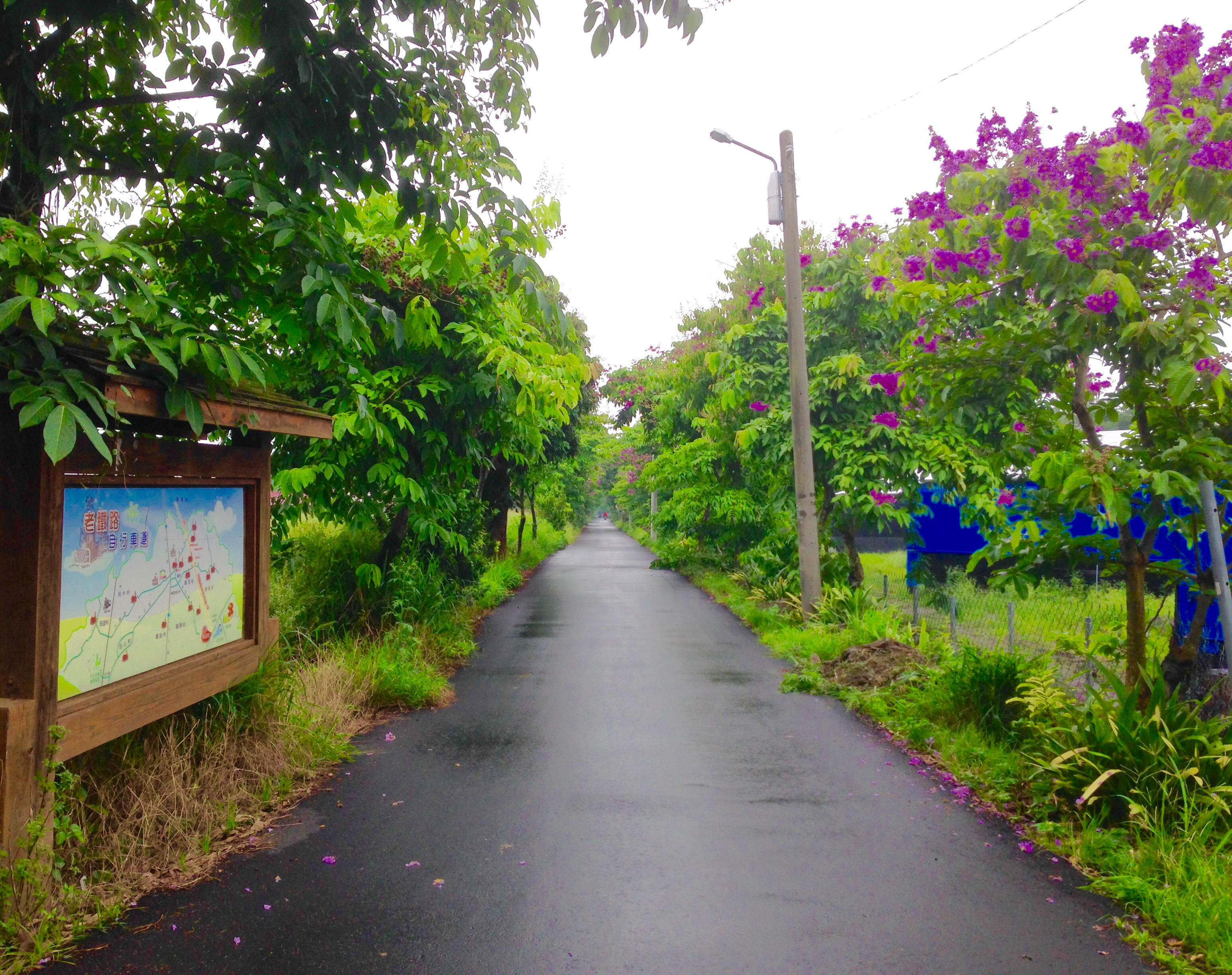
原舊鐵道

1999年11月，台灣戰俘紀念協會收到一份來自英國人愛麗絲的信，內容說想尋找未婚夫艾倫去世的戰俘營。後來，何麥克和東港溪保育協會總幹事黃麗霞就為愛麗絲籌劃來臺灣，於2002年6月成行。愛麗絲十五歲時在教會團契與艾倫認識。之後艾倫在新加坡被擄，到此戰俘營一個月就因痢疾過世。她說：「如果英國與臺灣不是隔著海洋，當初我就會用走的，一直走到臺灣，走到埋葬艾倫之地。」
何麥克計畫在此地設立一個大理石製的紀念碑，2004年10月20日下午在立委曹啟鴻、碩果僅存的前監視員林全信及楊登清陪同下，到此地與軍方人員一同會勘立紀念碑的地點，決定將立在營區外大門口旁，一來方便民眾來追念、參觀，二來營區也可順便看護。同年11月16日，何麥克等七名當年的英籍戰俘及十多名戰俘家屬參加戰俘紀念碑揭碑儀式，台灣代表為屏東縣副縣長古源光、麟洛鄉長曾森財、林全信、楊登清及軍方人員。
當時，愛麗絲低聲吟道：「一群男孩帶著榮耀前進，他們低頭、閉眼、輕泣，年輕的生命旅程就此消逝﹔一群飽經歲月痕跡的人，他們付出所有，為國家、自由奮戰，輕聲訴說著生命的留白﹔這群帶著深沉痛苦的人，用鮮血、眼淚與悲傷為我們換來明天…只是和平的代價竟是如此之高。」
此軍方營區後來廢棄，安置2007年聖帕颱風受災的霧台鄉魯凱族，也作為文化活動之用。
2010年，七十三歲、六十八歲的英國倫敦姊妹Bessie與Carol拄著助行器，站在此座紀念碑前，含淚獻上一首詩。Bessie表示父親Henry Emmanuel Lee二十三歲被捉到戰俘營三年，編號4620631，終戰前在此營因一次空襲行動身亡，死後葬於香港。她七十歲生日時專程到香港祭父，這是首次來臺，做了一首詩獻給父親。
2017年11月14日，英國Louis Follon父子來此追思，定居台灣的美籍牧師蘇慕理陪同，高齡九十六歲、當年曾擔任台籍監視員的楊登清，也坐輪椅全程參與。Louis父親Alfred J. Follon在1942年被俘後從東南亞轉送到此地，關約三年，直到二十一歲才回到英國，2007年辭世，享壽八十四歲。因麟洛戰俘營有小河、鐵橋，景象就像緬甸，Alfred J. Follon始終以為被囚役在東南亞。Louis表示父親他今年才透過台灣戰俘營紀念協會查到資料，確定父親當年所待之處是隘寮營區，遂特地前來，也是首度訪台。